# La invención de la Edad Media
La invención de la Edad Media es una obra historiográfica del historiador francés Jacques Heers, publicada en 1992. 
La intención de Heers era desmontar los tópicos acerca de la Edad Media como una época oscurantista. Niega la existencia del milenarismo, (según el autor "las imágenes de esos miedos colectivos, todas inventadas, fueron recuperadas, adornadas y comentadas ampliamente por los «filósofos» de antes y durante la Revolución de 1789"), del derecho de pernada, de que la mujer se considerara inferior y sufriese un duro desprecio y que la servidumbre estuviese generalizada en vísperas de la Revolución francesa.También sostuvo que las iniquidades de la Inquisición fueron exageradas y que existían los campesinos propietarios de tierras (alodios).
Afirmó que "sociedad feudal y economía feudal son dos conceptos inventados y naturalmente muy ambiguos, cuando no vacíos de sentido".

### Primera parte
- Edad Media y Renacimiento: La magia de las palabras inventadas
- 1. Sobre el rigor
- 2. La Edad Media, un fantasma vivo
- 3. Los inventores del Renacimiento (siglos XIV y XV)
- 4. El Renacimiento, génesis de un mito
- 5. Las ideas heredadas sobre el Renacimiento

### Segunda Parte
- El feudalismo y los derechos señoriales
- 1. Las ideas preconcebidas
- 2. Anatomía de una propaganda republicana
- 3. Exageración y ridículo

### Tercera parte
- Los campesinos o la leyenda negra
- 1. Feudalismo y señorío
- 2. Las sociedades rurales: ¿dicotomía o diversidad?
- 3. Algunas reflexiones heréticas sobre las condiciones del campesinado
- 4. La ciudad y el campo: ¿dos mundos enfrentados?

### Cuarta parte
- La Iglesia: otras leyendas, otros combates
- 1. El clero, agente del oscurantismo
- 2. Libertinos y depravados: la papisa Juana
- 3. Los combates malintencionados
- 4. La usura y el tiempo de los tabúes